# 1165

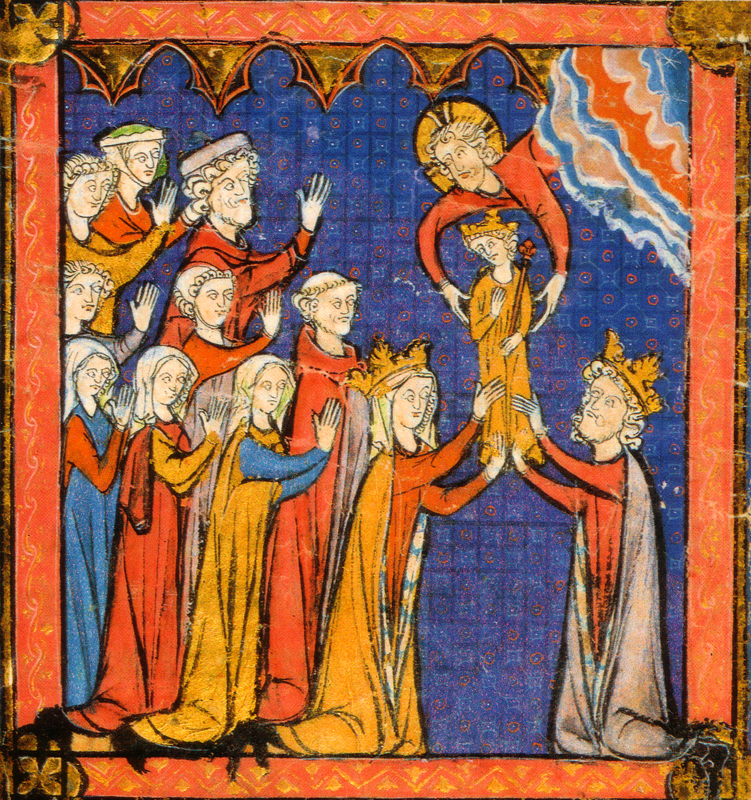
De geboorte van Filips II, de Godgegevene
afbeelding rond 1270

Het jaar 1165 is het 65e jaar in de 12e eeuw volgens de christelijke jaartelling.

## Gebeurtenissen
februari
- februari - De Engelse koning Hendrik II ontmoet de Keulse aartsbisschop Reinald van Dassel, de afgezant van de Duitse keizer Frederik I Barbarossa. Er wordt een verbond gesloten en plannen voor twee huwelijken worden gemaakt.

augustus
- 19 – Amalrik I van Jeruzalem trouwt met Maria Comnena.

oktober
- oktober - wijding van Alexander II tot prins-bisschop van Luik in opvolging van Hendrik van Leyen.

november
- 23 – Paus Alexander III keert terug naar Rome uit zijn ballingschap in Frankrijk. Zijn positie is echter allesbehalve zeker, het schisma is nog niet voorbij en zijn tegenpaus Paschalis III resideert in het nabijgelegen Viterbo.
- november - Geboorte van Hendrik, de zoon van Keizer Frederik I, op het Valkhof te Nijmegen.

december
- 29 – Reinald van Dassel, aartsbisschop van Keulen, met toestemming van tegenpaus Paschalis III, verklaart Karel de Grote heilig. Paus Alexander III accepteert de heiligverklaring niet, en ook later zal de kerk deze niet erkennen.

zonder datum
- Leipzig krijgt stadsrechten. Officiële stichtingsdatum van de stad.
- Grootžupan Desa van Servië komt in opstand tegen de Byzantijnse overheersing. Hij wordt verslagen en afgezet door de Byzantijnen. Het rijk wordt verdeeld onder de zonen van zijn broer Zavida: Tihomir, Stefan Nemanja, Stracimir en Miroslav.
- Het Condominium Friesland tussen de graaf van Holland en de bisschop van Utrecht wordt gesticht.
- Bohemund III van Antiochië wordt vrijgekocht.
- Het graafschap Salm wordt verdeeld in Opper-Salm en Neder-Salm.
- Ferdinand II van León trouwt met Urraca van Portugal. (jaartal bij benadering)
- De Johanniterorde krijgt het land van Antvorskov, waar een klooster wordt gebouwd.
- Voor het eerst vermeld: Bommenede, Hasselt, Jutphaas, Ravels

## Opvolging
- Japan – Nijo opgevolgd door zijn zoon Rokujo
- aartsbisdom Mainz – Koenraad III van Wittelsbach opgevolgd door Christiaan I van Buch (actie van tegenpaus Paschalis III, niet erkend door paus Alexander III)
- Saint-Pol – Anselm opgevolgd door zijn zoon Hugo IV
- Schotland – Malcolm IV opgevolgd door Willem I
- Servië – Desa van Raška opgevolgd door zijn neef Tihomir
- Tirol – Albert III opgevolgd door zijn broer Berthold

## Afbeeldingen

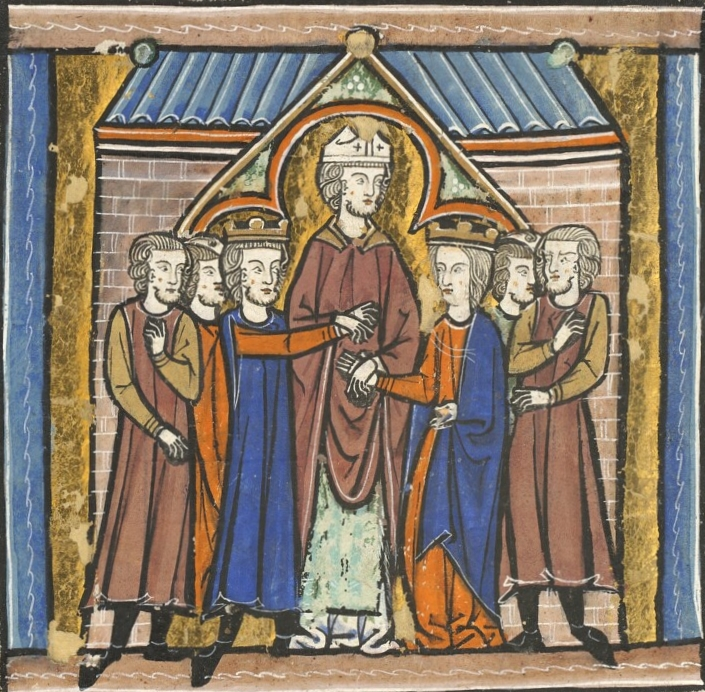
Huwelijk van Amalrik I en Maria Comnena
De vlag van Schotland met Andreaskruis, voor het eerst vermeld in 1165
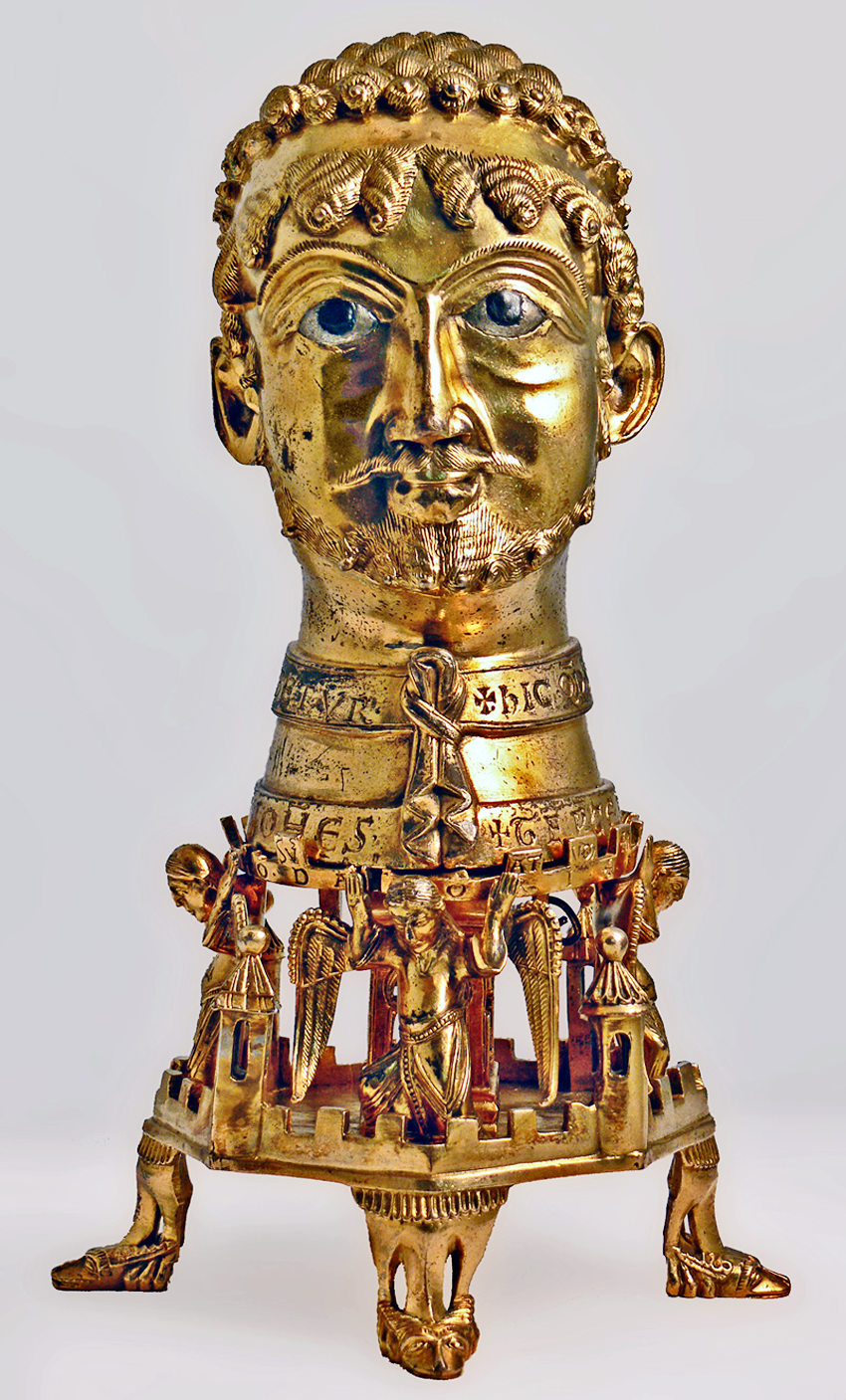
De Cappenbergkop, een portret van keizer Frederik Barbarossa (ca. 1160-1165)
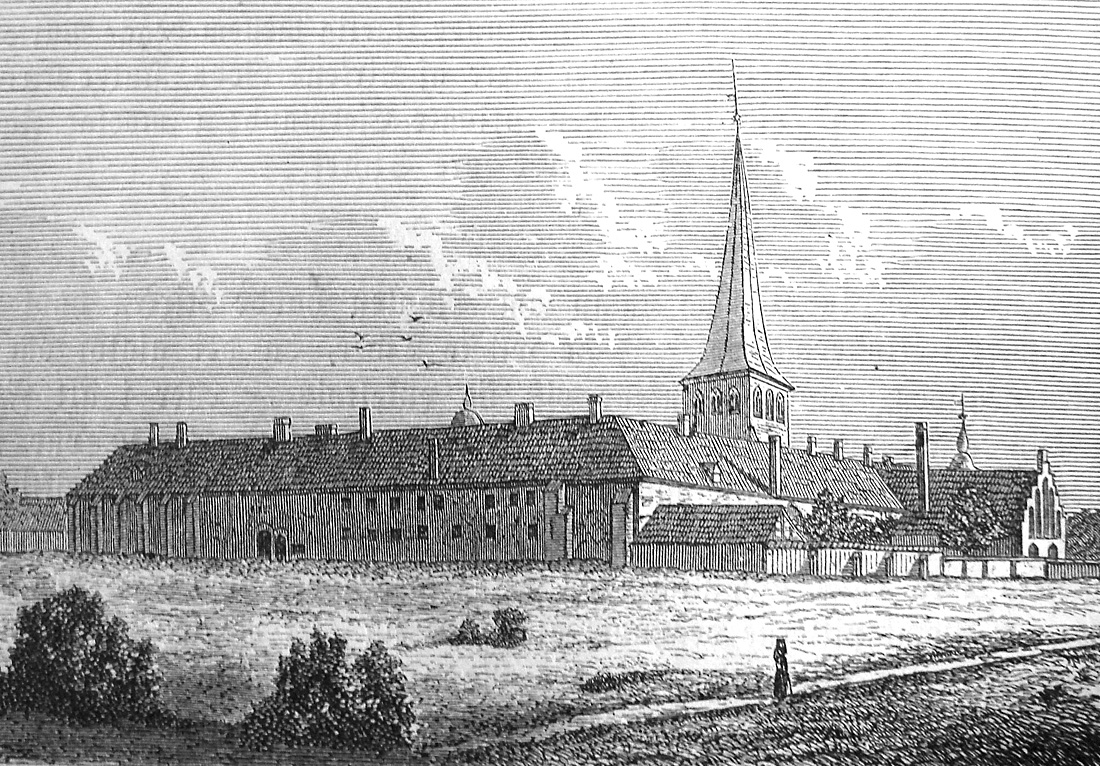
Het Antvorskovklooster in de 18e eeuw

## Geboren
- 21 augustus – Filips II, koning van Frankrijk (1180-1223)
- oktober – Johanna Plantagenet, echtgenote van Willem II van Sicilië en Raymond IV van Toulouse
- november – Hendrik VI, koning en keizer van het Heilige Roomse Rijk (1190-1197)
- ibn Arabi, Andalusisch soefimeester
- Mathilde I van Bourbon, Frans edelvrouw
- Philippe du Plaissis, grootmeester van de Tempeliers (jaartal bij benadering)
- Ruben II, vorst van Armeens Cicilië (1169-1170) (jaartal bij benadering)

## Overleden
- 24 januari – Albert III, graaf van Tirol
- 5 september – Nijo (22), keizer van Japan (1158-1165)
- 9 december – Malcolm IV (24), koning van Schotland (1153-1165)
- Anselm, graaf van Saint-Pol
- Sybille van Anjou, Frans-Jeruzalems edelvrouw, gravin-regentes van Vlaanderen
- Vladislav, hertog van Moravië-Olomouc